# وزارة العدل (اليونان)
وزارة العدل (باليونانية: Υπουργείο Δικαιοσύνης)‏ هي الوزارة المكلفة بالإشراف على النظام القانوني والقضائي في اليونان. الوزير الحالي هو جيورجوس فلوريديس من المستقلين، وهو عضو سابق في حزب الباسوك ومحافظ كيلكيس.
تأسست باسم أمانة الدولة للعدل (باليونانيَّة: Ἡ ἐπὶ τῆς Δικαιοσύνης Γραμματεία τῆς Ἐπικρατείας Ἐπικρατείας</link) في 25 يناير 1833، وعُرفت فيما بعد باسم وزارة العدل. تم تغيير اسمها إلى وزارة العدل والشفافية وحقوق الإنسان (باليونانية: Υπουργείο Δικαιοσύνης, Διαφάνειας και Ανθρωπίνων Δικαιωμάτων)‏ في أكتوبر 2009 تحت قيادة جورج باباندريو، إلا أنه تم استعادته إلى وزارة العدل مُجددًا في يوليو 2019 على يد كيرياكوس ميتسوتاكيس.

## روابط خارجية
- الموقع الرسمي

قالب:Current Cabinet of Greece
1. ↑  وصلة مرجع: https://www.iaaca.net/about-iaaca/membership.